# Världscupen i längdåkning 2008/2009
Världscupen i längdåkning 2008/2009 startade i Gällivare den 22 november 2008 och avslutades i Falun 22 mars 2009

## Damer
För placering 4-10, klicka på "Visa".
|}

## Herrar
| Plats                      | Disciplin                             | Datum                            | Vinnare                                                                          | Tvåa                                                                      | Trea                                                                           |
| -------------------------- | ------------------------------------- | -------------------------------- | -------------------------------------------------------------------------------- | ------------------------------------------------------------------------- | ------------------------------------------------------------------------------ |
| Gällivare                  | 15 kilometer fristil, intervallstart  | 22 november 2008                 | Marcus Hellner                                                                   | Pietro Piller Cottrer                                                     | Petter Northug                                                                 |
| Gällivare                  | Stafett 4x10 kilometer                | 23 november 2008                 | Norge Martin Johnsrud Sundby Eldar Rønning Tore Ruud Hofstad Petter Northug      | Sverige Daniel Rickardsson Johan Olsson Richard Andreasson Marcus Hellner | Tyskland Jens Filbrich Tobias Angerer Tom Reichelt Axel Teichmann              |
| Kuusamo                    | Sprint, klassisk stil                 | 29 november 2008                 | Ola Vigen Hattestad                                                              | Tor Arne Hetland                                                          | John Kristian Dahl                                                             |
| Kuusamo                    | 15 km, klassisk stil, intervallstart  | 30 november 2008                 | Martin Johnsrud Sundby                                                           | Lukáš Bauer                                                               | Sami Jauhojärvi                                                                |
| La Clusaz                  | 30 kilometer fristil, masstart        | 6 december 2008                  | Petter Northug                                                                   | Dario Cologna                                                             | Aleksandr Legkov                                                               |
| La Clusaz                  | 30 kilometer fristil, masstart        | 6 december 2008                  | Petter Northug                                                                   | Dario Cologna                                                             | Aleksandr Legkov                                                               |
| La Clusaz                  | Stafett 4x10 kilometer                | 7 december 2008                  | Norge Tor Arne Hetland Martin Johnsrud Sundby Tord Asle Gjerdalen Petter Northug | Sverige Daniel Rickardsson Johan Olsson Anders Södergren Marcus Hellner   | Frankrike Jean-Marc Gaillard Vincent Vittoz Maurice Manificat Emmanuel Jonnier |
| Davos                      | 15 kilometer, klassiskt               | 13 december 2008                 | Johan Olsson                                                                     | Axel Teichmann                                                            | Sami Jauhojärvi                                                                |
| Davos                      | Sprint, fristil                       | 14 december 2008                 | Ola Vigen Hattestad                                                              | Johan Kjølstad                                                            | Renato Pasini                                                                  |
| Düsseldorf                 | Sprint, fristil                       | 20 december 2008                 | Ola Vigen Hattestad                                                              | Tor Arne Hetland                                                          | Fabio Pasini                                                                   |
| Düsseldorf                 | Sprintstafett, fristil                | 21 december 2008                 | Norge Tor Arne Hetland Ola Vigen Hattestad                                       | Sverige Björn Lind Thobias Fredriksson                                    | Ryssland Aleksej Petuchov Nikolaj Morilov                                      |
| Tour de Ski*               |                                       |                                  |                                                                                  |                                                                           |                                                                                |
| Oberhof                    | Prolog 3,75 km                        | 27 december 2008                 | Axel Teichmann                                                                   | Dario Cologna                                                             | Petter Northug                                                                 |
| Oberhof                    | 15 km klassiskt, jaktstart            | 28 december 2008                 | Dario Cologna                                                                    | Axel Teichmann                                                            | Devon Kershaw                                                                  |
| Prag                       | sprint, fristil                       | 29 december 2008                 | Tor Arne Hetland                                                                 | Vasilij Rotjev                                                            | Jean-Marc Gaillard                                                             |
| Nové Město na Moravě       | 15 km klassiskt                       | 31 december 2008                 | Axel Teichmann                                                                   | Martin Johnsrud Sundby                                                    | Nikolaj Tjebotko                                                               |
| Nové Město na Moravě       | sprint fristil                        | 1 januari 2009                   | Petter Northug                                                                   | Tor Arne Hetland                                                          | Cristian Zorzi                                                                 |
| Val di Fiemme              | 20 km klassiskt                       | 3 januari 2009                   | Axel Teichmann                                                                   | Sami Jauhojärvi                                                           | Nikolaj Tjebotko                                                               |
| Val di Fiemme              | 11 km fristil                         | 4 januari 2009                   | Ivan Babikov                                                                     | Tom Reichelt                                                              | Giorgio di Centa                                                               |
| Tour de Ski totalt         |                                       | 27 december 2008- 4 januari 2009 | Dario Cologna                                                                    | Petter Northug                                                            | Axel Teichmann                                                                 |
| Tour de Ski slut           |                                       |                                  |                                                                                  |                                                                           |                                                                                |
| Vancouver                  | Sprint, klassiskt                     | 16 januari 2009                  | Emil Jönsson                                                                     | Ola Vigen Hattestad                                                       | Josef Wenzl                                                                    |
| Vancouver                  | 15 kilometer + 15 kilometer Skiathlon | 17 januari 2009                  | Pietro Piller Cottrer                                                            | Jean-Marc Gaillard                                                        | Valerio Checchi                                                                |
| Vancouver                  | Sprintstafett, klasskisk stil         | 18 januari 2009                  | Sverige Robin Bryntesson Emil Jönsson                                            | Italien Fabio Pasini Renato Pasini                                        | Kanada George Grey Alex Harvey                                                 |
| Otepää                     | 15 kilometer, klassiskt               | 24 januari 2009                  | Lukáš Bauer                                                                      | Johan Olsson                                                              | Vincent Vittoz                                                                 |
| Otepää                     | Sprint, klassiskt                     | 25 januari 2009                  | Ola Vigen Hattestad                                                              | Øystein Pettersen                                                         | Børre Næss                                                                     |
| Rybinsk                    | 15 kilometer klassiskt, masstart      | 30 januari 2009                  | Tobias Angerer                                                                   | Jean-Marc Gaillard                                                        | Sergej Dolidovitj                                                              |
| Rybinsk                    | Sprint, fristil                       | 31 januari 2009                  | Ola Vigen Hattestad                                                              | Aleksej Petuchov                                                          | Anton Gafarov                                                                  |
| Rybinsk                    | 15 kilometer + 15 kilometer Skiathlon | 1 februari 2009                  | Inställt på grund av kyla                                                        | Inställt på grund av kyla                                                 | Inställt på grund av kyla                                                      |
| Val di Dentro              | Sprint, fristil                       | 13 februari 2009                 | Ola Vigen Hattestad                                                              | Aleksej Petuchov                                                          | Emil Jönsson                                                                   |
| Val di Dentro              | 15 kilometer, klassiskt               | 14 februari 2009                 | Anders Södergren                                                                 | Jens Arne Svartedal                                                       | Johan Olsson                                                                   |
| Lahtis                     | Sprint, fristil                       | 7 mars 2009                      | Petter Northug                                                                   | Ola Vigen Hattestad                                                       | Nikolaj Morilov                                                                |
| Lahtis                     | 15 kilometer, fristil                 | 8 mars 2009                      | Aleksandr Legkov                                                                 | Pietro Piller Cottrer                                                     | Christian Hoffmann                                                             |
| Trondheim                  | Sprint, klassiskt                     | 12 mars 2009                     | Ola Vigen Hattestad                                                              | Petter Northug                                                            | John Kristian Dahl                                                             |
| Trondheim                  | 50 kilometer, klassiskt               | 14 mars 2009                     | Sami Jauhojärvi                                                                  | Tobias Angerer                                                            | Alex Harvey                                                                    |
| Världscupavsluting         |                                       |                                  |                                                                                  |                                                                           |                                                                                |
| Stockholm                  | Sprint, klassiskt                     | 18 mars 2009                     | Johan Kjølstad                                                                   | John Kristian Dahl                                                        | Eldar Rønning                                                                  |
| Falun                      | 3,3 kilometer, fristil, prolog        | 20 mars 2009                     | Axel Teichmann                                                                   | Dario Cologna                                                             | Martin Koukal                                                                  |
| Falun                      | 10+10 kilometer, skiathlon            | 21 mars 2009                     | Dario Cologna                                                                    | Marcus Hellner                                                            | Tobias Angerer                                                                 |
| Falun                      | 15 kilometer fristil, jaktstart       | 22 mars 2009                     | Sergej Sjiriajev                                                                 | Vincent Vittoz                                                            | Juha Lallukka                                                                  |
| Världscupavslutning totalt |                                       |                                  | Dario Cologna                                                                    | Vincent Vittoz                                                            | Aleksandr Legkov                                                               |

## Slutställning

### Totalt
| Damer | Herrar |

| Position | Namn                | Poäng |
| -------- | ------------------- | ----- |
| 1.       | Justyna Kowalczyk   | 1810  |
| 2.       | Petra Majdič        | 1730  |
| 3.       | Aino-Kaisa Saarinen | 1485  |
| 4.       | Arianna Follis      | 1127  |
| 5.       | Virpi Kuitunen      | 1124  |

| Position | Namn                  | Poäng |
| -------- | --------------------- | ----- |
| 1.       | Dario Cologna         | 1324  |
| 2.       | Petter Northug        | 1207  |
| 3.       | Ola Vigen Hattestad   | 792   |
| 4.       | Sami Jauhojärvi       | 789   |
| 5.       | Pietro Piller Cottrer | 774   |

### Sprint
| Damer | Herrar |

| Position | Namn                | Poäng |
| -------- | ------------------- | ----- |
| 1.       | Petra Majdič        | 875   |
| 2.       | Arianna Follis      | 469   |
| 3.       | Pirjo Muranen       | 461   |
| 4.       | Aino-Kaisa Saarinen | 407   |
| 5.       | Justyna Kowalczyk   | 406   |

| Position | Namn                | Poäng |
| -------- | ------------------- | ----- |
| 1.       | Ola Vigen Hattestad | 792   |
| 2.       | Renato Pasini       | 359   |
| 3.       | Tor Arne Hetland    | 335   |
| 4.       | John Kristian Dahl  | 326   |
| 5.       | Petter Northug      | 308   |

### Distans
| Damer | Herrar |

| Position | Namn                   | Poäng |
| -------- | ---------------------- | ----- |
| 1.       | Justyna Kowalczyk      | 1004  |
| 2.       | Aino-Kaisa Saarinen    | 706   |
| 3.       | Marianna Longa         | 662   |
| 3.       | Kristin Størmer Steira | 590   |
| 5.       | Petra Majdič           | 551   |

| Position | Namn                  | Poäng |
| -------- | --------------------- | ----- |
| 1.       | Pietro Piller Cottrer | 559   |
| 2.       | Dario Cologna         | 539   |
| 3.       | Petter Northug        | 489   |
| 4.       | Sami Jauhojärvi       | 466   |
| 5.       | Lukáš Bauer           | 460   |